# 11316 Фушітатсуо
11316 Фушітатсуо (11316 Fuchitatsuo) — астероїд головного поясу, відкритий 5 жовтня 1994 року.
Тіссеранів параметр щодо Юпітера — 3,497.